# Kane (Pensilvania)
Kane es un borough ubicado en el condado de McKean en el estado estadounidense de Pensilvania. En el año 2000 tenía una población de 4,126 habitantes y una densidad poblacional de 1,021.2 personas por km².

## Geografía
Kane se encuentra ubicado en las coordenadas 41°39′42″N 78°48′37″O / 41.66167, -78.81028

## Demografía
Según la Oficina del Censo en 2000 los ingresos medios por hogar en la localidad eran de $30,460 y los ingresos medios por familia eran $38,672. Los hombres tenían unos ingresos medios de $32,318 frente a los $20,907 para las mujeres. La renta per cápita para la localidad era de $16,167. Alrededor del 13.1% de la población estaba por debajo del umbral de pobreza.